# Vincenzo Ruffo
Vincenzo Valerio Ruffo (Verona, c. 1508 - Sacile, 9 de febrero de 1587) fue un compositor y maestro de capilla italiano del Renacimiento. Fue uno de los compositores que más respondieron a las reformas musicales sugeridas por el Concilio de Trento, especialmente en su composición de misas y, como tal, fue un miembro influyente de la Contrarreforma.

## Vida
Vincenzo Ruffo nació en Verona y se formó en la Scuola degli Accoliti de la Catedral de Verona entre 1521 y 1531, probablemente bajo la dirección de Biagio Rossetti, el organista de la catedral y director de la escuela. En ese momento era maestro de capilla Jacquet de Mantua, con el que también debió tener contacto. Al final de su formación se ordenó presbítero, por lo que comenzó a usar el honorario ‹Don›. Sin embargo, debió de ser en los escalones más bajos del presbiterado, ya que se casó hacia 1534/35 con una tal Maddalena y tuvo dos hijos, el mayor, Agostino, hacia 1536, y el menor, Girolamo, hacia 1539, como demuestra un documento de 1555. Entre 1531 y 1543 sirvió en la catedral como uno de los 12 cappellani accoliti, los cantores del coro de la capilla de música.
El 27 de octubre de 1542 se fue elegido maestro de capilla de la Catedral de Savona, pero solo ocupó este cargo durante un año. La catedral fue destruida en 1543 por los genoveses y Ruffo huyó, aunque oficialmente se mantuvo en el cargo hasta el 15 de abril de 1545.
En 1544 fue nombrado magister de la Catedral de Génova con un salario de 230 liras genovesas. Sin embargo no aparece pago ninguno en la documentación catedralicia, por lo que se supone que no debió de ejercer el cargo. En 1543 o 1544 fue a Milán, a trabajar para Alfonso de Ávalos, que era el gobernador de Milán en ese momento. Cuando Avalos fue llamado de nuevo a Madrid en 1546, Ruffo regresó a Verona, donde fue director musical de la Accademia Filarmonica en 1551-1552, reemplazando a Giovanni Nasco.
En 1554 fue nombrado maestro de capilla de la Catedral de Verona. Mientras estuvo allí, probablemente fue maestro de Gian Matteo Asola y de Marco Antonio Ingegneri, el maestro de Monteverdi; es posible, aunque no probado, que también fuese maestro de Andrea Gabrieli allí.
Su música durante este tiempo estuvo fuertemente influenciada por la escuela franco-flamenca, pero cuando el 23 de agosto de 1563 fue elegido al magisterio de la Catedral de Milán bajo el obispado de Carlos Borromeo, comenzó a componer en el estilo tridentino del que Borromeo era un gran partidario. Una de las críticas del Concilio de Trento fue que la música se había vuelto tan contrapuntísticamente compleja que era imposible entender las palabras que se cantaban. Ruffo respondió componiendo misas en un estilo tan simple como fuera consistente con la expresión clara del texto. Sin embargo, al final de su vida, evidentemente se sintió insatisfecho con la composición de misas en un estilo estrictamente cordal y volvió a usar un estilo moderadamente contrapuntístico.
El 3 de octubre de 1573 fue elegido maestro de capilla de la Catedral de Pistoya. Tompó posesión del cargo el 1 de abril de 1573, con un contrato trienal y un salario de 60 escudos, 18 barriles de vino y 18 mesuras de grano. Allí presentó al cabildo un libro de misas a seis voces, publicado en Venecia en 1574, «lleno de inusitada dulzura, compuesta recientemente con arte maravillosa, conforme al decreto del sacrosanto Concilio de Trento». Las relaciones entre Ruffo y el cabildo empeoraron 1577 por razones desconocidas, por lo que se se puso un ayudante, Ferrante Fiorentino.
Tras abandonar Pestoya, Ruffo se dirigió a Verona donde trató de acercarse a la Catedral sin éxito.
Su último trabajo fue como maestro de capilla en la Catedral de Sacile, donde obtuvo un contrato por tres años con un salario de 24 ducados, 12 fanegas de trigo y 12 urnas de vino, un salario más bien bajo, en comparación con lo que cobraba en Milán o Pistoya, aunque mayor que sus predecesores en el cargo. El 8 de octubre de 1585 se le renovó el contrato por otro trienio, sin que se sepa si entre los dos contratos permaneció en el cargo. En 1584 nació su hija Camilla Laura de su segunda esposa, una tal Caterina.
Ruffo falleció el 9 de febrero de 1587 en Sacile, siendo enterrado en la iglesia de San Nicolás.

## Obra
Ruffo es considerado uno de los músicos más prolíficos y flexibles de mediados del siglo XVI. Antes de 1564 su música era mayormente seglar, con numerosos madrigales, y en ese año publicó su única obra instrumental, sin voces. Ese año abandonó las obras seglares por completo, centrándose en composiciones en latín específicamente dedicadas a la Contrarreforma. En total escribió por lo menos 260 madrigales, todos en note nere.
Ruffo publicó su primer libro de motetes en 1542, dedicado a Alfonso de Ávalos. En 1545 publicó un libro de madrigales «a notas negras» en Venecia. En 1564 se publicaron en Milán varias de sus composiciones; dos obras de este libro se incluyeron muchos años después en el manuscrito inglés conocido como Dow Partbooks.